# Sun Jiaxu
Sun Jiaxu (chiń. 孙佳旭; ur. 1 czerwca 1999) – chiński narciarz dowolny, specjalizujący się w skokach akrobatycznych, wicemistrz świata w drużynie, dwukrotny brązowy medalista mistrzostw świata juniorów.
W Pucharze Świata zadebiutował 6 stycznia 2018 roku w Moskwie, zajmując 31. miejsce w skokach. Pierwsze punkty do klasyfikacji generalnej cyklu zdobył w kolejnym starcie – 19 stycznia 2019 roku w Lake Placid zajął dziewiąte miejsce. W sezonie 2018/2019 odniósł dwa zwycięstwa w Pucharze Świata na Shimao Lotus Mountain. W klasyfikacji generalnej skoków w sezonie 2021/2022 zajął drugie miejsce.
W 2019 roku wziął udział w mistrzostwach świata w Deer Valley. W skokach akrobatycznych mężczyzn zajął 13. miejsce. Wystąpił również w rywalizacji drużynowej, w której zdobył srebrny medal mistrzostw świata (wraz z nim w tej konkurencji wystąpili Xu Mengtao i Wang Xindi).
Dwukrotnie uczestniczył w mistrzostwach świata juniorów. W obu startach, w 2017 roku w Chiesa in Valmalenco oraz w 2018 roku w Mińsku, zdobył brązowy medal w skokach akrobatycznych.

## Osiągnięcia

### Igrzyska olimpijskie
| Miejsce | Dzień     | Rok  | Miejscowość | Konkurencja        | Zwycięzca  |
| ------- | --------- | ---- | ----------- | ------------------ | ---------- |
| 18.     | 16 lutego | 2022 | Pekin       | Skoki akrobatyczne | Qi Guangpu |

### Mistrzostwa świata
| Miejsce | Dzień    | Rok  | Miejscowość | Konkurencja        | Zwycięzca    |
| ------- | -------- | ---- | ----------- | ------------------ | ------------ |
| 13.     | 6 lutego | 2019 | Deer Valley | Skoki akrobatyczne | Maksim Burow |

### Puchar Świata

#### Miejsca w klasyfikacji generalnej
- sezon 2018/2019: 4.
- sezon 2019/2020: 80.

Od sezonu 2020/2021 klasyfikacja skoków akrobatycznych jest jednocześnie klasyfikacją generalną.
- sezon 2021/2022: 2.

#### Miejsca na podium w zawodach
1. Shimao – 2 marca 2019 (skoki) – 1. miejsce
2. Shimao – 3 marca 2019 (skoki) – 1. miejsce
3. Le Relais – 5 stycznia 2022 (skoki) – 1. miejsce
4. Deer Valley – 12 stycznia 2022 (skoki) – 3. miejsce